# Stara Wieś (rejon żydaczowski)
Stara Wieś (ukr. Старе Село) – wieś na Ukrainie w rejonie stryjskim (do 2020 roku w rejonie żydaczowskim) obwodu lwowskiego, nad Dniestrem.

## Historia
Pod koniec XIX w. część wsi Manasterzec w powiecie żydaczowskim.